# Arnoglossus yamanakai
Arnoglossus yamanakai är en fiskart som beskrevs av Fukui, Yamada och Ozawa, 1988. Arnoglossus yamanakai ingår i släktet Arnoglossus och familjen tungevarsfiskar. Inga underarter finns listade i Catalogue of Life.